# Батардо

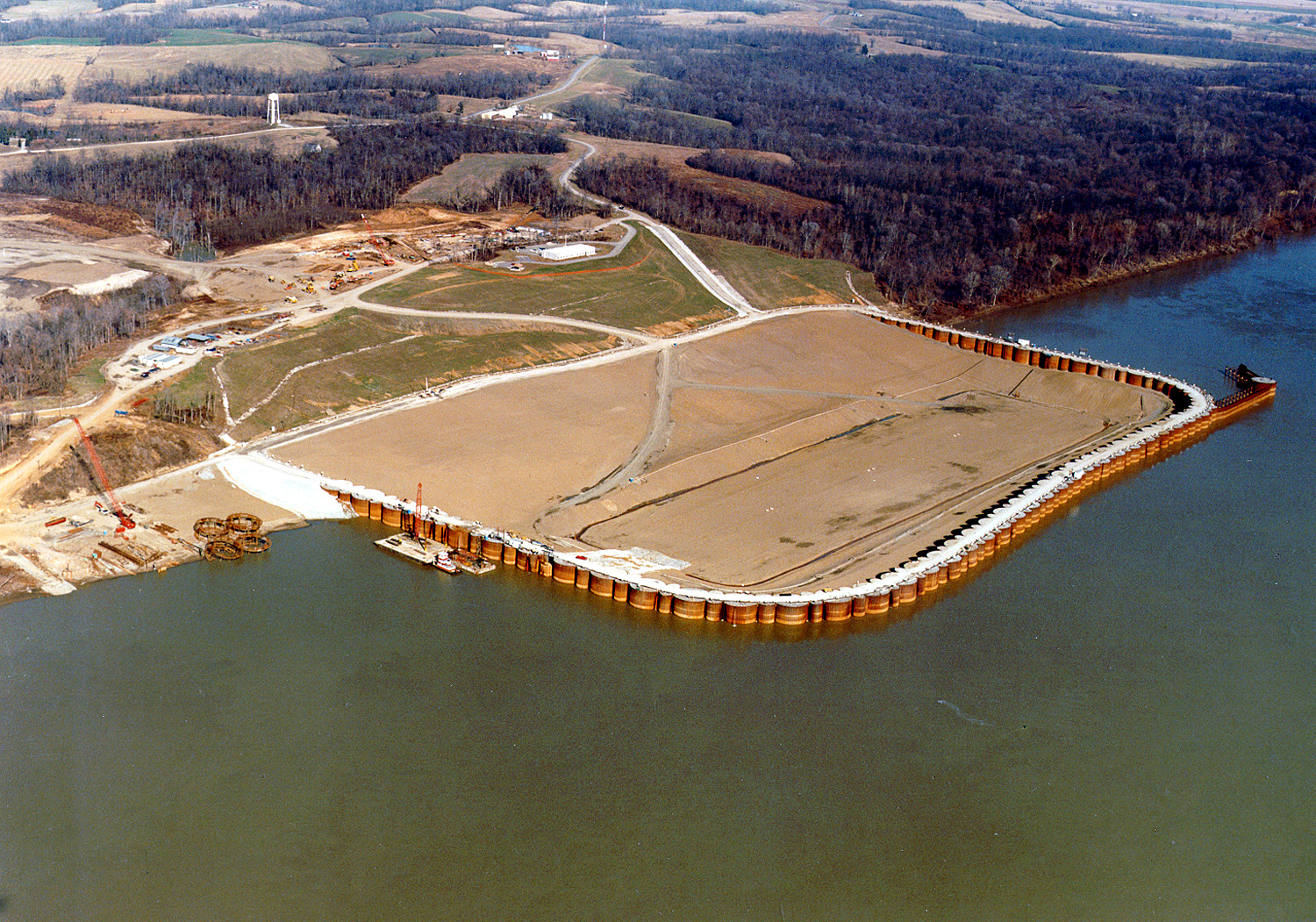
Батардо, встановлений на річці Огайо (США)

Батардо́ (фр. batardeau — «тимчасова гребля») — це споруда для утримання води або підтримання її належного рівня, яка влаштована біля фортеці. На такій греблі часто встановлюється невелика башта (турель) та підводна металева огорожа.
При будівництві батардо намагаються розташувати його так, щоб ця споруда була якнайкраще захищена від пострілів ворога і щоб супротивник під час облоги не міг скористатися нею для переходу через рів.